# Rue des Bourets
La rue des Bourets est une voie publique de la commune de Suresnes, dans le département français des Hauts-de-Seine.

## Situation et accès

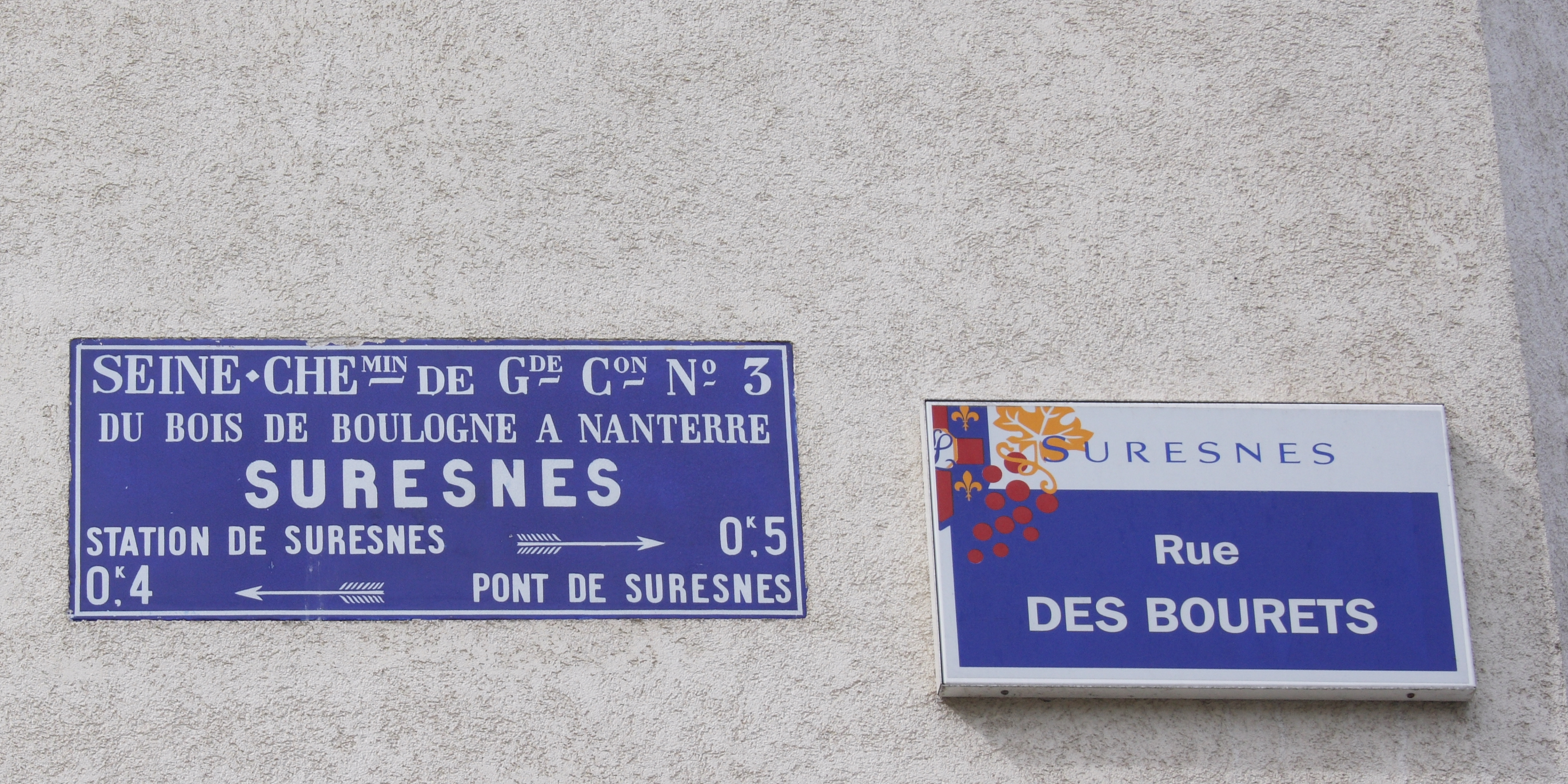
Plaques émaillées de la rue des Bourets (2011).

Cette rue commerçante se trouve dans le bas de Suresnes, au sein du quartier historique. Elle est accessible en voiture par le boulevard Henri-Sellier, qui permet de rejoindre Paris, et en train par la gare de Suresnes-Longchamp.
Elle longe la place du Général-Leclerc, qui accueille plusieurs cafés et un marché temporaire.

## Origine du nom

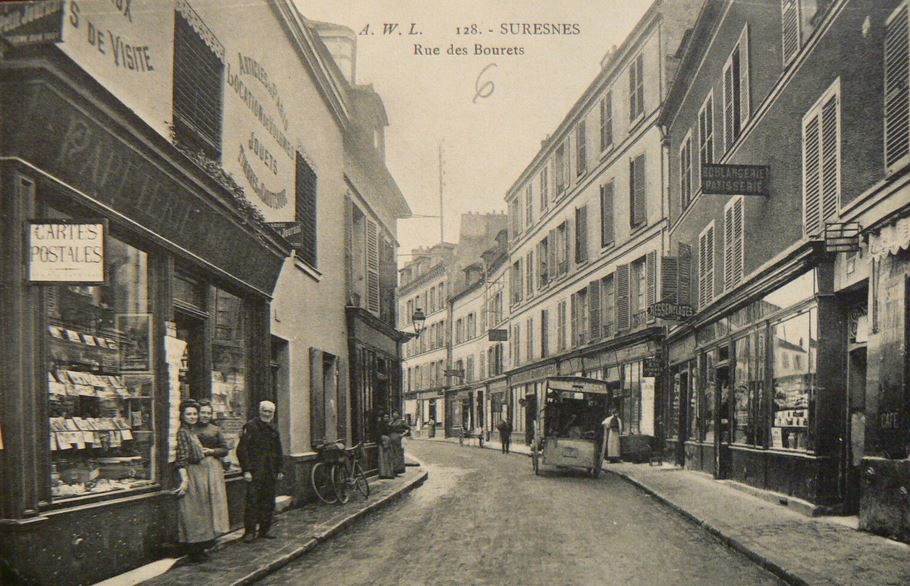
La rue des Bourets vers 1900.

Ce toponyme attesté depuis le XVe siècle pourrait provenir du nom d'un raisin, le « bouret », cultivé à Suresnes dans l'« arpent franc », un fief qui se trouvait à l'ouest de cette rue et qui appartenait aux religieux du prieuré de Saint-Martin. À noter que d'autres voies de la commune portent des noms en rapport avec le vin (rues du Verjus, du Clos-des-Ermites ou encore du Port-au-Vin). Suresnes est en effet une commune viticole depuis ses origines, la vigne étant historiquement cultivée sur les coteaux du mont Valérien,.

## Historique

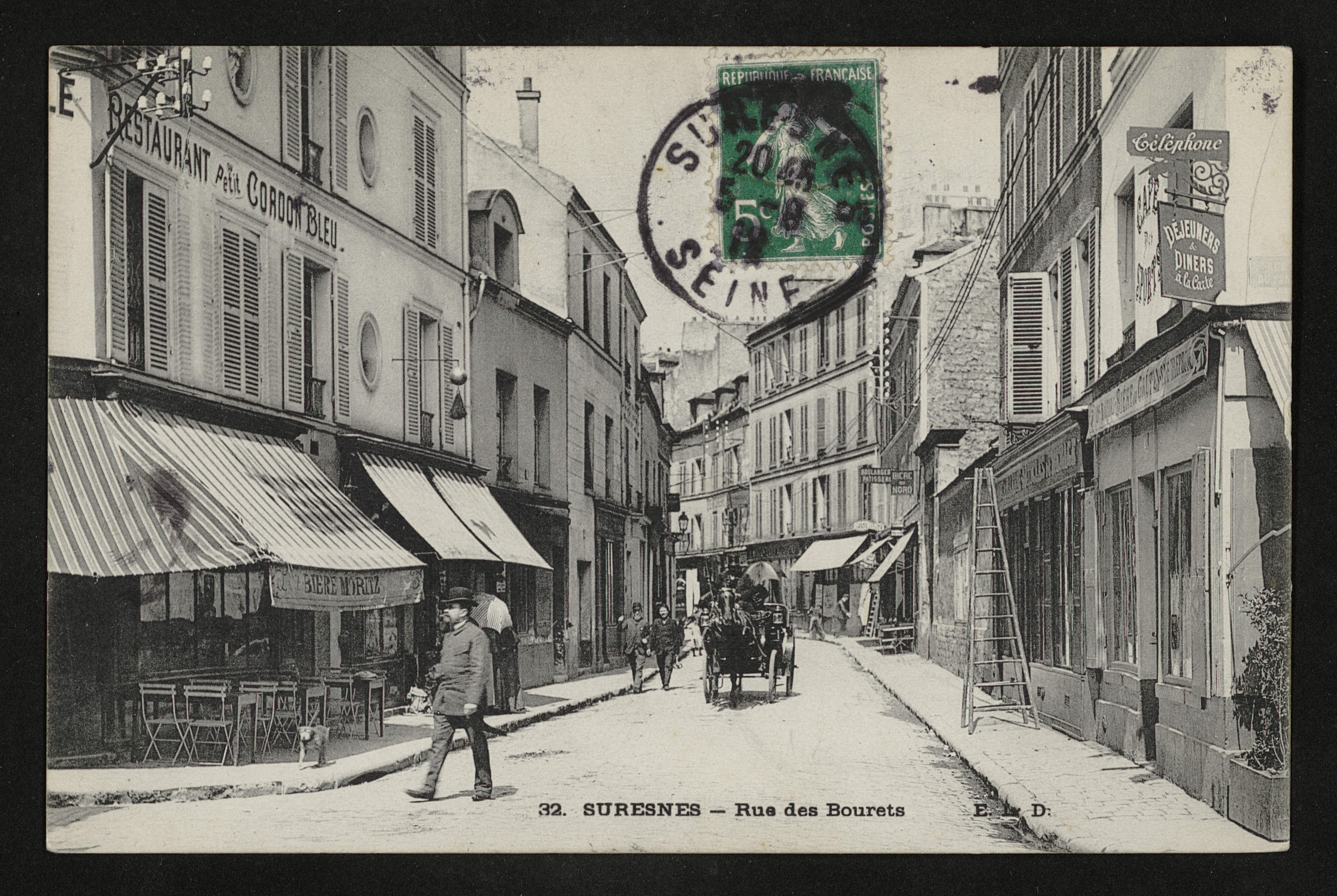
Carte postale de la rue des Bourets.

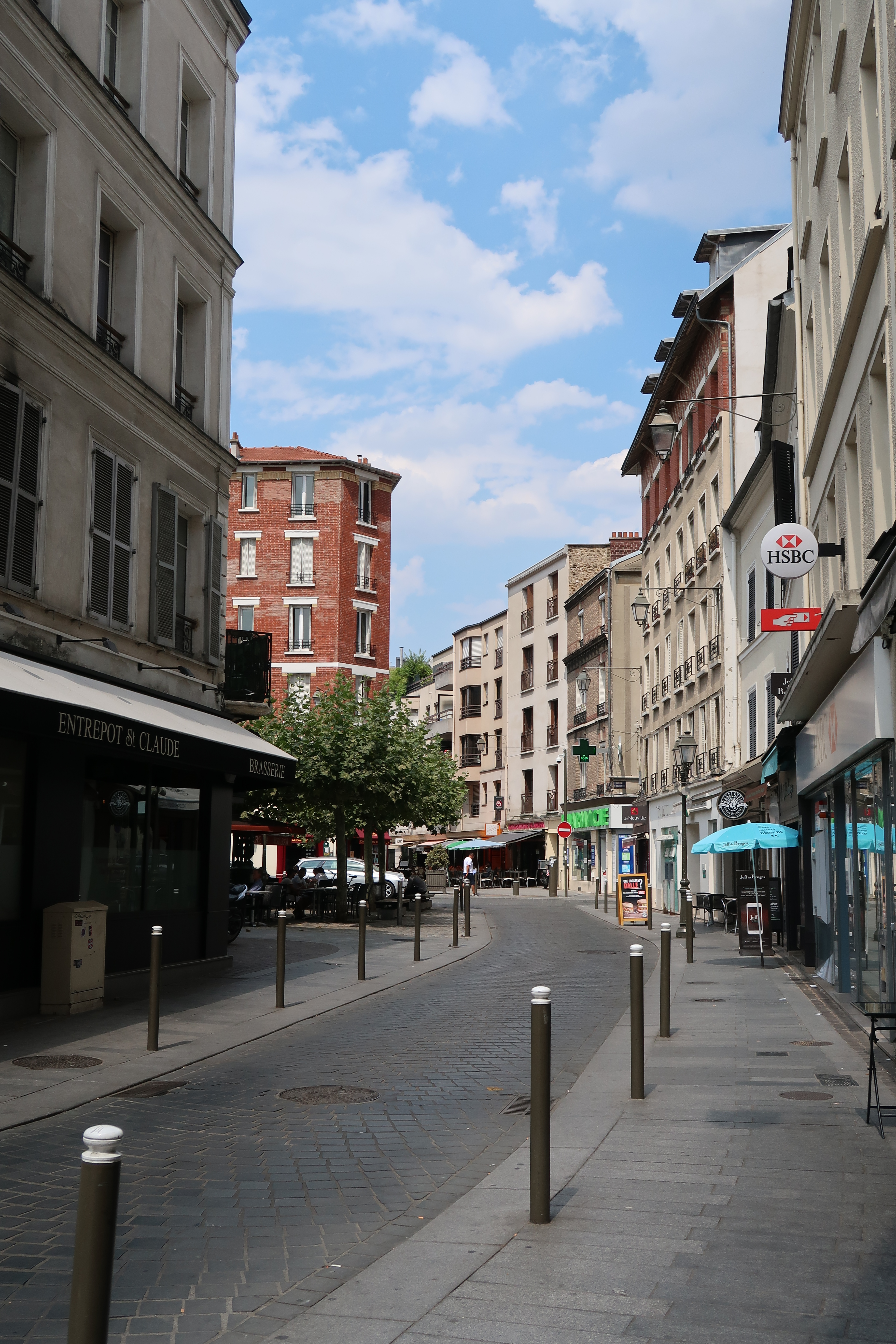
La rue des Bourets vers la place du Général-Leclerc.

Il s'agit de l'une des plus anciennes rues de Suresnes. La voie porte à l'origine le nom de rue D'En-Bas, par opposition à la rue D'En-Haut (actuelle rue Émile-Zola). Ces deux axes parallèles coincés entre le mont Valérien et la Seine marquent alors les limites ce « paisible village de cultivateurs et de vignerons » que le développement des transports au XIXe siècle (trains, routes, pont) participera à désenclaver,, permettant à Suresnes de s'urbaniser et de devenir une ville industrielle. Les nouvelles usines et logements ouvriers sont alors érigés à la place de propriétés bourgeoises et aristocratiques de l'Ancien Régime construites autour du village aux XVIIe – XVIIIe siècles, par des bourgeois et aristocrates parisiens en quête de lieux de villégiatures proches de la capitale : par exemple Louis II de La Trémoille, duc de Noirmoutier possédait une propriété située entre la rue du Pont, la rue du Bac, la rue des Bourets et la Seine.
Elle a aussi été appelée rue Basse. 
En 1657, deux fausses-monnayeuses sont « battues et fustigées » au carrefour de la Barre (désormais disparu, et qui se trouvait entre la rue des Bourets et la rue du Pont), fleurdelisées à l'épaule droite, condamnées à une amende et bannies de Suresnes pendant trois ans.
L'historien de Suresnes René Sordes relève parmi les traditions festives disparues de Suresnes, qui avaient encore cours au XIXe siècle, celle du jeu du baquet, qui se déroulait rue du Pont, du côté du carrefour de la rue des Bourets : il fallait introduire une perche dans un trou et, si l’on manquait son coup, on se retrouvait couvert du liquide rempli dans un baquet, que les teinturiers officiant dans la commune avaient rendu bleu, rouge, jaune ou vert.
Malgré sa proximité avec le fleuve, elle échappe aux ravages de la crue de la Seine de 1910, au contraire d'autres voies proches et du quai.
Pendant quelque temps, la voie fut nommée rue de Liège, du nom de la bataille qui s'y déroula pendant la Première Guerre mondiale.
Le 3 juin 1940, lors de la bataille de France, 28 bombes allemandes tombent sur Suresnes, donc une rue des Bourets.

## Bâtiments remarquables et lieux de mémoire
- Au no 24, un immeuble datant de la première moitié du XIXe siècle[15].
- Au no 51, une maison recensée dans l'inventaire général du patrimoine culturel.
- En 1862 fut ouverte au coin de la rue du Bac, une salle de bal dite Bal Publier[16].